# Доманін (Кемпінський повіт)
Доманін (пол. Domanin, нім. Dommen) — село в Польщі, у гміні Кемпно Кемпінського повіту Великопольського воєводства.
Населення — 351 особа (2011).
У 1975-1998 роках село належало до Каліського воєводства.

## Демографія
Демографічна структура станом на 31 березня 2011 року:
|          | Загалом | Допрацездатний вік | Працездатний вік | Постпрацездатний вік |
| -------- | ------- | ------------------ | ---------------- | -------------------- |
| Чоловіки | 183     | 41                 | 124              | 18                   |
| Жінки    | 168     | 52                 | 90               | 26                   |
| Разом    | 351     | 93                 | 214              | 44                   |